# Araona (peuple)
Les Araona sont une ethnie amérindienne de l'Amazonie bolivienne établie au nod du département de La Paz en Bolivie. Leur langue, l'araona  appartient à la famille tacanane.
Au XVIIIe siècle, ils résistent à l'intégration au système des réductions jésuites mais au XIXe siècle certains groupes Araona sont regroupés dans des missions au nord du département de La Paz. À partir des années 1860 ils se voient forcés de travailler à la récolte du caoutchouc. Le contact avec les colons, les dures conditions de vie dans les baraquements des seringueiros déciment leur population.
Deux familles fuient les baraquements au début du XXe siècle. Ils constituent la communauté de Puerto Araona. Plus tard, la communauté de Puerto Castañero est fondée. Ils sont l'objet d'études linguistiques à partir des années 1950 et la New Tribes Mission d'orientation évangélique les approche dans les années 1960.
Les Araona sont actuellement localisés dans le municipio d'Ixiamas, province d'Abel Iturralde, La Paz; principalement dans la communauté de Puerto Araona très isolée.
Un recensement de la Confederación Nacional de Nacionalidades Indígenas
y Originarias de Bolivia (CONNIOB) datant de 2005 indique qu'ils sont 200, une autre estimation datant de 2002 donne le chiffre de 90. Pratiquant le semi-nomadisme, les Araona sont très dispersés, bien qu'ils tendent à se sédentariser afin de bénéficier de la sédentarisation.
Ils pratiquent une agriculture de subsistance, la chasse et la pêche. La récolte des noix du Brésil leur permet d'avoir des entrées d'argent.